# Paul Sixt III. von Trautson

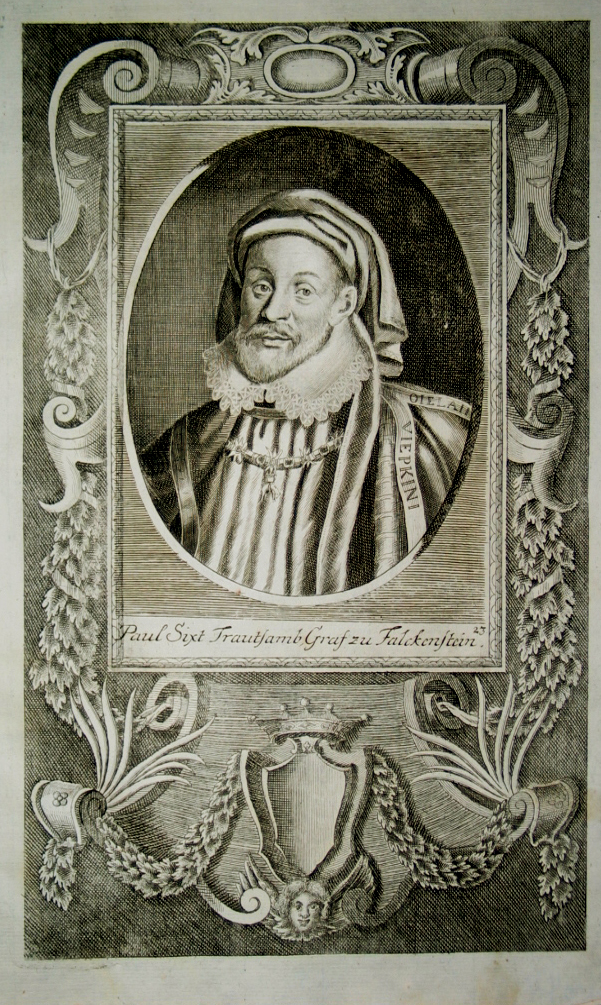
Paul Sixt Graf von Falkenstein

Paul Sixtus von Trautson, seit 1598 Reichsgraf zu Falkenstein, Freiherr zu Sprechenstein (* um 1548; † 30. Juli 1621 in Wien), Herr auf Matrei, Schrofenstein, Bideneck etc. in Tirol und Herr auf Poysbrunn, Laa an der Thaya etc. in Niederösterreich, war ein österreichischer Staatsmann.

## Herkunft
Paul Sixtus III. von Trautson stammte aus der Familie Trautson. Sein Vater war Johann III. von Trautson, der die Familie von Tirol an den Wiener Hof brachte. Seine Mutter war Brigitta Madruzzo, jüngere Schwester von Kardinal Christoph Madruzzo.

## Leben

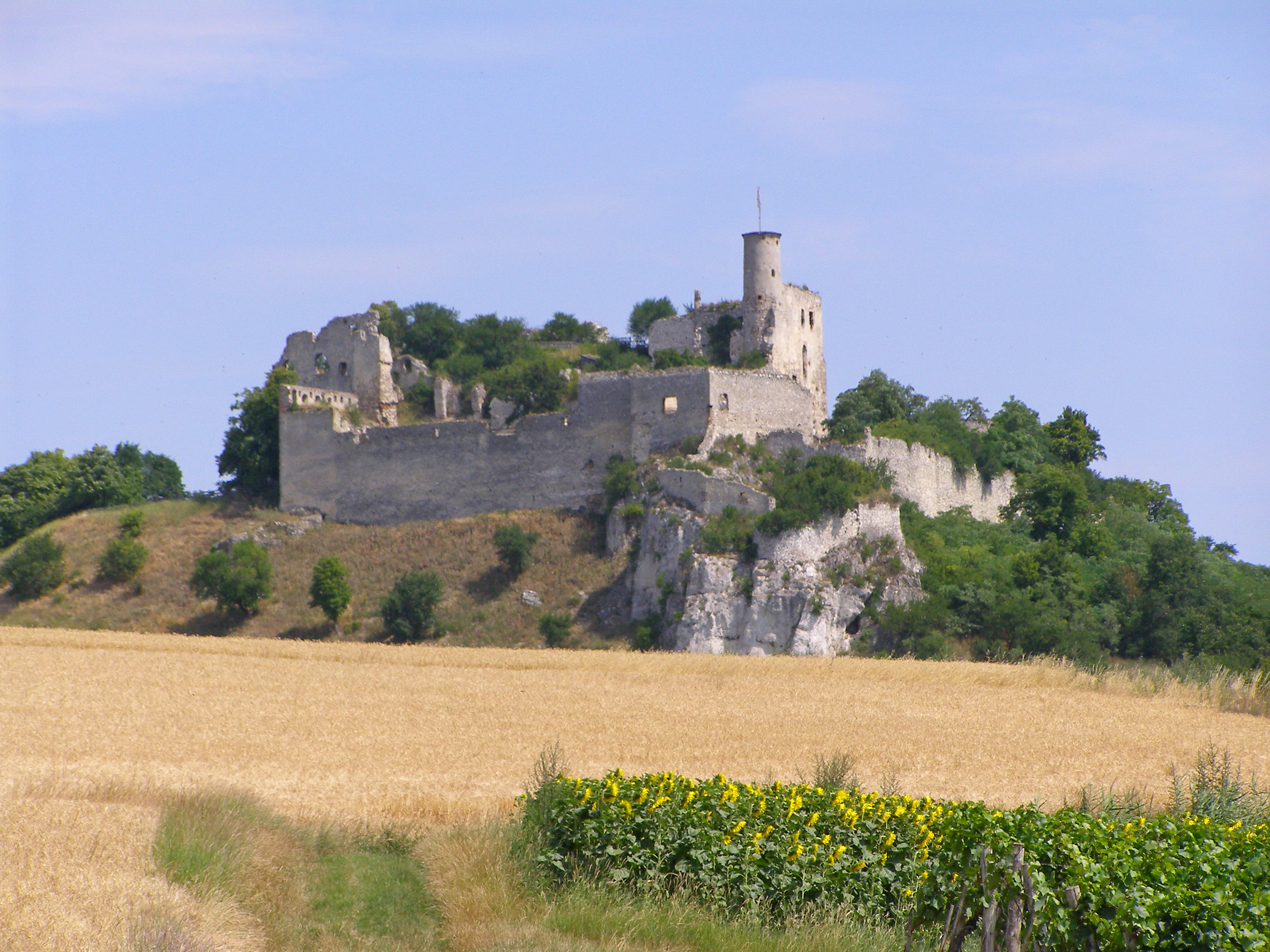
Die Südmauer von Burg Falkenstein prägt die Ansicht der Ruine bis heute. Der runde Kapellenturm entstand um 1620 und beschloss die Bautätigkeit

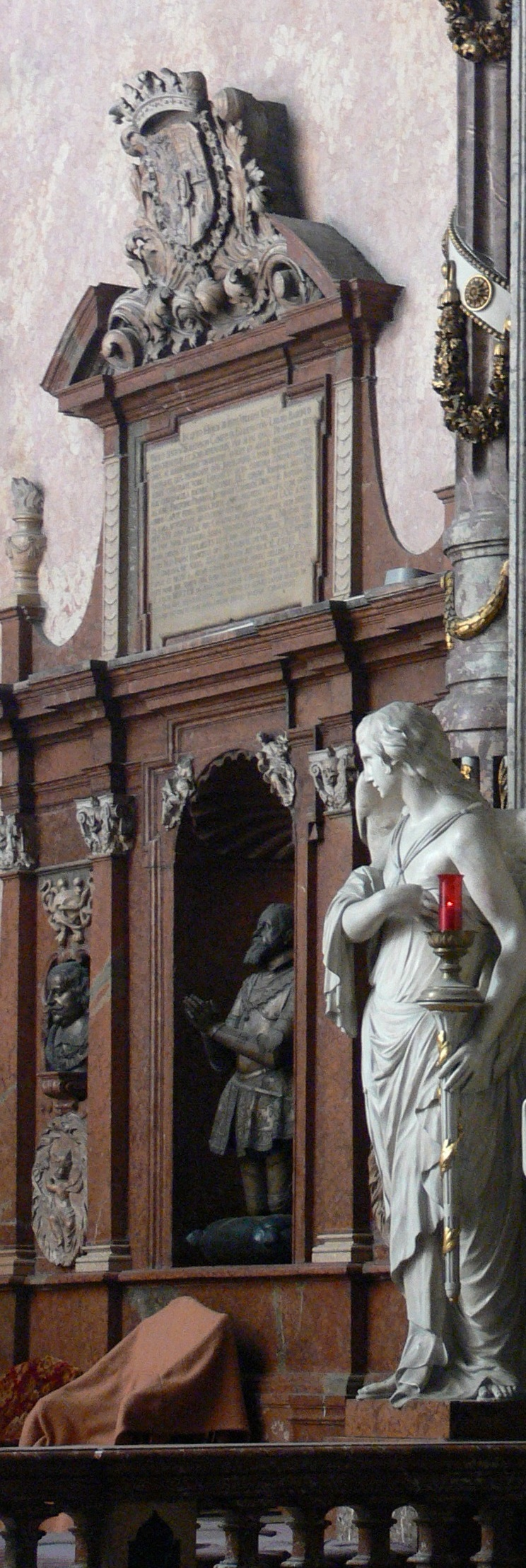
Michaelerkirche Wien, Epitaph des Paul Sixt III. von Trautson († 1621)

Paul Sixtus wuchs am Wiener Hof auf. 1581 wurde er Obersthofmarschall. 1582 wurde er zum Präsidenten des Reichshofrats ernannt. 1598 erhob Kaiser Rudolf II. die Herrschaft Falkenstein zu einer freien Grafschaft und Paul Sixtus samt seinen Nachkommen in den Reichsgrafenstand.
1600 überwarf er sich mit Kaiser Rudolf II. und zog sich auf Burg Falkenstein und Schloss Poysbrunn zurück, die er ausbauen ließ. Falkenstein wurde zur Renaissancefestung ausgebaut.
Die neue Südmauer samt Rondell umfasste einen neu angelegten Zwinger, den dritten Burghof und den sogenannten Rosengarten. In Poysbrunn wurde die mittelalterliche Veste zum vierflügeligen Schloss ausgebaut. Im Bruderzwist unterstützte Paul Sixtus Erzherzog Matthias und kehrte in die Politik zurück.
Ab 1608 war er Statthalter von Niederösterreich. 1612 wurde er in den Orden vom Goldenen Vlies aufgenommen. 1615 erhielt er das Große Palatinat und das Münzregal.
Paul Sixt III. von Trautson starb 1621 in Wien und liegt in der Wiener Michaelerkirche begraben.

## Familie
Paul Sixtus war dreimal verheiratet. In erster Ehe mit Anna von Eizing, in zweiter mit Anna Popel von Lobkowitz. In dritter Ehe heiratete er 1604 Susanna Veronika von Meggau (* 1580, † 15. Januar 1648), Schwester des Leonhard Helfried von Meggau. Aus dieser Ehe hatte er Nachkommen:
- Johann Franz von Trautson, Graf von Falkenstein (* 1609, † 1663)
- Maria Elisabeth von Trautson (* 1610, † 1663) ⚭ 10. März 1626 in Wien Johann Rudolf Reichsgraf von Puchheim († 17. Jänner 1651 in Wien, begraben in der Minoritenkirche) auf Raabs an der Thaya, Göllersdorf, Mühlburg, Krumbach, Kirchschlag, Saubersdorf, Erlach am Steinfelde.[6]